# Lionel Plumenail
Lionel Plumenail, né le 22 janvier 1967 à Bordeaux, est un escrimeur français, pratiquant le fleuret.

## Biographie
Entraîneur de l'équipe de France féminine de fleuret, Plumenail décide avant les championnats du monde 2023 de quitter son poste à l'issue de la compétition. Lors de ces Mondiaux, les tireuses françaises sont médaillées d'argent par équipe mais sont battues avant les quarts de finale en individuel. Il annonce officiellement sa démission pour « raisons personnelles » une fois cette compétition terminée.

## Club
- Bordeaux Étudiants Club
- Racing Club de France
- Cercle d'escrime Melun Val de Seine

## Palmarès

### Jeux olympiques
- 2000 à Sydney,  Australie
  -  Médaille d'or au fleuret par équipes
- 1996 à Atlanta,  États-Unis
  -  Médaille d'argent en individuel

### Championnats du monde
- 1999 à Séoul,  Corée du Sud
  -  Champion du monde au fleuret par équipe
- 1998 à La Chaux-de-Fonds,  Suisse
  -  Vice-Champion du monde au fleuret par équipe
- 1997 au Cap,  Afrique du Sud
  -  Champion du monde au fleuret par équipe
  -  Médaille de bronze au fleuret individuel

### Championnats d'Europe
- 1996 à Limoges,  France
  -  Champion d'Europe en fleuret individuel